# Saperda mariangelae
Saperda mariangelae es una especie de escarabajo longicornio del género Saperda, tribu Saperdini, subfamilia  Lamiinae. Fue descrita científicamente por Pesarini & Sabbadini en 2015.

## Descripción
Mide 10,2-12,6 milímetros de longitud.

## Distribución
Se distribuye por China.